# Purkyňova (Plzeň)
Purkyňova je ulice na Jižním Předměstí v Plzni. Spojuje ulici Petákovu s Prokopovou. Pojmenována je po českém biologovi, fyziologovi a anatomovi Janu Evangelistu Purkyňovi. Nachází se mezi Jagellonskou ulicí a tratěmi 183 (Plzeň - Klatovy - Železná Ruda) a 180 (Plzeň - Cheb). Ze severu do Purkyňovy ulice ústí ulice Resslova a Škroupova. Do Purkyňovy ulice má boční vchod Integrovaná střední škola živnostenská. Veřejná doprava není vedena po této ulici, avšak je situována do Prokopovy ulice (trolejbusy) a na Masarykovo náměstí (tramvaje a noční autobusové linky). Jižně od křižovatky s Resslovou ulicí je podchod vedoucí pod tratí 180 a spojující Purkyňovu s ulicí U Trati. Roku 2012 daly České dráhy dům č.p. 22 do elektronické aukce, ale prodat se jim ho nepodařilo. Podle zprávy soukromého investora z roku 2013, by měl ve vnitrobloku ulic Americká, Resslova, Purkyňova a Prokopova vzniknout multifunkční objekt.